# Goldfield (Nevada)
Goldfield város az USA Nevada államában, Esmeralda megyében, melynek megyeszékhelye is. Lakosainak száma 225 fő (2020. április 1.).

## Népesség
A település népességének változása:

| 2010 | 268 |
| 2020 | 225 |